# Giuseppe Lorenzoni

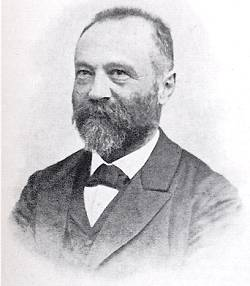
Giuseppe Lorenzoni

Giuseppe Lorenzoni (Rolle, 10 de julho de 1843 - Pádua, 6 de julho de 1914) foi um cientista e astrônomo italiano.